# 悲しみ
悲しみ（かなしみ、英: sadness）とは、感情表現のひとつ。脱力感、失望感や挫折感を伴い、胸が締め付けられるといった身体的感覚と共に、涙がでる、表情が強張る、意欲・行動力・運動力の低下などが観察される。さらに涙を流しながら言葉にならない声を発する「泣く」という行動が表れる。
一般的に愛情、友情、依存、共栄の対象が失われた時に見られる。悲しみは「深い、浅い」と表現され、対象と自身とのつながりが強い程、深い悲しみが訪れる。そういった意味では最大の悲しみは身近な人の死である。しかし「対象が失われる」とは死だけではなく、存在が遠くなる、つまり恋人との別れや夫の単身赴任といったことや大事にしていた物が壊れる、楽しみにしていた行事がなくなるといったことも含まれる。対象が失われる程度についても、悲しみの深さに大きく起因する事項である。
最初は怒りによるその事実の否定からはじまり、自身の脳でその現実を受け止めるとともにこみ上げてくる感情である。事実を否定するほどでもない悲しみの場合は、怒りによる拒絶は発生しない。

## 喪
親類を亡くした際、葬式の後に「喪に服す」期間があるのが一般的であるが、これは悲しみを克服するための期間であり、フロイトはこの期間で己がなすべきことを「悲哀の仕事」と名づけている。
悲しみを克服する期間が十分に与えられない場合、人間は抑圧状態となり、うつ病、引きこもり、不感症、多幸症などといった症状があらわれたり、それらが引き金となり、悲しみを忘れようとして他の物事に熱中し、過労になったりする等、悲しみという感情は時に怒りや憎しみ以上に感情や行動に狂いを生じさせてしまう事がある。

## 関連文献
- 小此木啓吾『対象喪失 ― 悲しむということ』中公新書、1979